# Leichte Kavallerie (film)
Pour les articles homonymes, voir Cavalerie légère (homonymie).
Pour plus de détails, voir Fiche technique et Distribution.
Leichte Kavallerie (en français, Cavalerie légère) est un film allemand réalisé par Werner Hochbaum, sorti en 1935.
Il s'agit de l'adaptation du roman Unterwegs zur Heimat de Heinz Lorenz-Lambrecht (1888-1965) ; il n'y a donc aucun rapport avec l'opérette de Franz von Suppé, sinon la musique de l'ouverture au début et à la fin du film. Dans le même temps, le film fait l'objet d'une coproduction franco-allemande réalisée par le même réalisateur.

## Synopsis
Le soir, les gens du cirque Cherubini se rendent dans une auberge voisine qui appartient au beau-père de Rosika. Elle ne veut pas être avec les autres clients et danser pour eux, alors elle quitte la maison et cherche refuge avec Rux, le clown du cirque.
Rux développe un numéro de revue qui se développe autour d'un numéro de voltige équestre. Le directeur Cherubini est d'accord et choisit Rosika. Elle sait danser, mais elle doit encore apprendre à monter. Alors qu'elle travaille avec les chevaux, elle rencontre Geza, qui vient d'être embauché comme garçon d'écurie. Il lui fait de la publicité, alors Rux doit craindre de la perdre pour son grand numéro de cirque. Il parvient à faire virer Geza qui rejoint son frère ; on apprend alors qu'ils sont des nobles hongrois. Entretemps, le directeur est tombé amoureux de Rosika. Mais quand elle le rejette, il met Rux et Rosika à la porte.
Les deux artistes tentent en vain d'intégrer un autre cirque avec leur nouveau numéro de revue Leichte Kavallerie. Ils obtiennent enfin un engagement à Budapest. Cherubini et son personnel de cirque apparaissent à la première, et Geza est présent également. Après la première grande performance, Rux parle à Geza et admet qu'il a minimisé l'affection de Rosika pour lui afin de ne pas la perdre pour son programme.
Suit une deuxième grande scène de danse, qui se termine par un tonnerre d'applaudissements. Geza se précipite vers Rosika, tout se termine bien.

## Fiche technique
- Titre : Leichte Kavallerie
- Réalisation : Werner Hochbaum assisté de Hans Müller
- Scénario : Franz Rauch
- Photographie : Bruno Timm (de)
- Montage : Arnfried Heyne
- Musique : Hans-Otto Borgmann
- Direction artistique : Karl Böhm, Erich Czerwonski
- Costumes : Manon Hahn
- Son : Walter Rühland
- Producteur : Alfred Zeisler
- Société de production : F.D.F. Fabrikation deutscher Filme GmbH
- Société de distribution : UFA-Filmverleih
- Pays de production :  Reich allemand
- Langue : allemand
- Format : Noir et blanc - 1,37:1 - Mono - 35 mm
- Genre : Film dramatique
- Durée : 88 minutes (1 h 28)
- Dates de sortie :
  - Troisième Reich : 14 octobre 1935.
  - Hongrie : 25 décembre 1935.
  - États-Unis : 7 février 1936.

## Distribution
- Marika Rökk : Rosika
- Karl Hellmer : le clown Rux
- Fritz Kampers : le directeur du cirque Cherubini
- Heinz von Cleve : Geza von Rakos
- Hans Adalbert Schlettow : le professeur d'équitation Palato
- Lotte Lorring (de) : Margit, son épouse
- Cilly Feindt (de) : Hanni, voltigeur
- F. W. Schröder-Schrom : le directeur du cirque Franconi
- Oskar Sima : Pietro, un client de l'auberge
- Hilde Sessak (de) : Catella, une serveuse